# Claude-Henry-Étienne Bernard de Sassenay
Claude-Henry-Étienne Bernard, marquis de Sassenay (1760-1840), est un militaire, diplomate et homme politique français, député à l'Assemblée constituante de 1789, puis capitaine des dragons, qui combattit aux côtés des Anglais lors de la révolte de Saint-Domingue, puis député légitimiste

## Biographie
Né à Dijon, le 25 novembre 1760, de François Bernard, vicomte de Chalon et de Sassenay, conseiller du Roi en ses conseils et président à mortier du parlement de Bourgogne, et de Henriette Flore Feydeau de Brou. Il est le petit-fils de Paul-Esprit Feydeau de Brou.
Il est avant la Révolution capitaine de dragons puis hérita en 1783, à la mort de son père, propriétaire à Saint-Domingue, d'une fortune considérable. 
Le 30 mars 1789, il fut élu député de la noblesse pour le bailliage de Chalon-sur-Saône. Adversaire des idées nouvelles, il ne siégea que peu de temps et quitta l'assemblée dès le 10 novembre 1789 puis passa en 1792 en Angleterre et rejoignit l'armée des émigrés de Coblence participant à de nombreuses campagnes dans la légion anglo-batave du baron Charles de Hompesch, puis combattit avec les Anglais à Saint-Domingue contre la révolte noire et se lie avec le frère de Pierre de Bauduy de Bellevue.
Il a rejoint la communauté française de Wilmington, au Delaware, en 1797, peu avant l'armistice du 30 mars 1798 avec les forces du général noir Toussaint Louverture, et épousé Fortunée, la plus jeune des belles-sœurs de Pierre de Bauduy de Bellevue, cofondateur de l'entreprise DuPont. 
En 1808, Napoléon fit appel à lui lors de la fondation de la république argentine. Le marquis de Sassenay doit tout d'abord exposer à Jacques de Liniers, ancien militaire français devenu vice-roi de la Plata, les vues de l'empereur, lorsqu'une goélette venue de Cadix apporte la nouvelle du soulèvement de l'Espagne contre les armées de Napoléon.  Napoléon avait ordonné qu'une expédition de secours lui soit envoyée et le marquis de Sassenay avait été désigné pour conduire cette mission. L'objectif est de retourner Jacques de Liniers, que Sassenay a bien connu, contre les Espagnols en attendant l'arrivée d'une armée de 6000 Français.
Secrétaire des commandements de la duchesse de Berry sous la Restauration, il entra comme légitimiste à la Chambre des députés, le 3 juillet 1830, ayant obtenu, au collège du département de Saône-et-Loire, 181 voix sur 356 votants et 388 inscrits. Après la révolution de Juillet, il adhéra cependant au fait accompli et prêta serment, le 11 août 1830, sans aucune restriction. Il ne fit pas partie de la Chambre de 1831.
Il meurt à Nice (Alpes-Maritimes), le 22 novembre 1840.

## Décorations
- Chevalier de la Légion d'honneur en 1814[4]